# Vali
Vali na mitologia nórdica é um deus filho de Odim e Rind. Vali nasceu sob o propósito de matar o deus cego Hoder, pelo assassinato de Balder. Nasceu destinado a sobreviver ao Ragnarok para preservar a cultura viquingue.
Vali é a personificação da luz dos dias que crescer mais com a aproximação da primavera. Como os raios de luz eram descritos frequentemente como setas, Vali era geralmente representado e venerado como um arqueiro. . Após a cristianização dos povos germânicos, Vali passou a ser sincretizado com São Valentim.
A mitologia nórdica apresenta-nos outro Váli, o filho de Loki e Sigyn.